# Góry Turkmeńsko-Chorasańskie

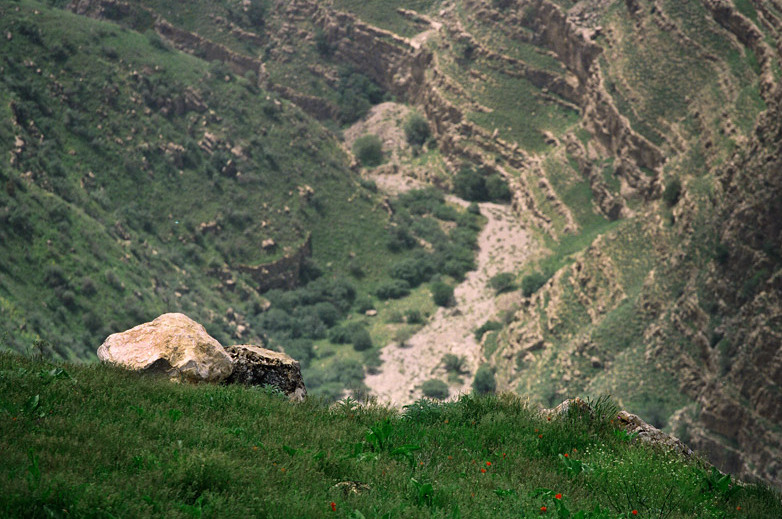
Kopet-dag

Góry Turkmeńsko-Chorasańskie – góry w Azji Zachodniej, na terytorium Iranu i Turkmenistanu., na północno-wschodnim skraju Wyżyny Irańskiej.
Rozciągają się równoleżnikowo na długości około 600 km. Szerokość gór do 250 km. Najwyższy szczyt Kengzoszk (położony w Górach Niszapurskich) mierzy 3314 m n.p.m. Północna część jest zbudowana ze skał osadowych, południowa z osadowych i metamorficznych. Góry Turkmeńsko-Chorasańskie są obszarem aktywnym sejsmicznie.
Podzielone są na dwa pasma, południowe to Góry Niszapurskie oraz Góry Chorasańskie, zaś północne pasmo nosi nazwę gór Kopet-dag.
Klimat podzwrotnikowy, kontynentalny, suchy. W dolnym piętrze znajduje się roślinność pustynna, a w górnym stepowa. W dolinach rosną drzewa owocowe.